# Peter Laufer
Peter Laufer (* 13. September 1936 in Breslau, Provinz Schlesien; † 4. März 2016 in Berlin) war ein deutscher Leichtathlet. Er trat im Stabhochsprung und im 110-Meter-Hürdenlauf an.

## Biografie
Nachdem Laufer bei den Europameisterschaften 1958 im Stabhochsprung Achter geworden war, gewann er bei den DDR-Meisterschaften 1959 die Gold- und ein Jahr später die Silbermedaille. Bei den Olympischen Spielen 1960 in Rom schaffte er es im Stabhochsprung jedoch nicht, sich für das Finale zu qualifizieren, und belegte den 14. Rang. Ein Jahr später wurde er erneut DDR-Meister. Bei den DDR-Meisterschaften 1963 gewann Laufer erneut Silber im Stabhochsprung und Bronze über 110 m Hürden.
Laufer absolvierte eine Ausbildung zum Bauingenieur und war in seiner Freizeit Imker. 1962 heiratete er die Weitspringerin Hildrun Claus.